# George Claude
George Claude (francès: Georges Claude)  (11è districte de París, 24 de setembre de 1870 - Saint-Cloud, 23 de maig de 1960) va ser un enginyer i inventor francès. Destaca pels seus primers treballs sobre la liqüefacció industrial de l'aire, per la invenció i comercialització de la il·luminació de neó i per un gran experiment sobre la generació d'energia mitjançant el bombeig d'aigua de mar freda des de les profunditats. Alguns l'han considerat "l'Edison de França". Claude va ser un actiu col·laborador dels ocupants alemanys de França durant la Segona Guerra Mundial, per la qual va ser empresonat el 1945 i desposseït dels seus honors.

## Biografia
Georges Claude va néixer el 24 de setembre de 1870 a París, França, durant el setge de la ciutat per les forces alemanyes.
Va estudiar a l'École supérieure de physique et de chimie industrielles de la ville de Paris (ESPCI). Després va ocupar diversos càrrecs. Va ser inspector elèctric en una fàbrica de cables i director de laboratori en una obra elèctrica. Va fundar i va editar una revista, L'Étincelle Électrique (L'espurna elèctrica); la seva important amistat amb Jacques-Arsène d'Arsonval sembla que data d'aquesta època. Cap al 1896, Claude es va assabentar del risc d'explosió de l'acetilè embotellat, que s'utilitzava aleshores per a la il·luminació. L'acetilè és explosiu quan s'emmagatzema sota pressió. Claude va demostrar que l'acetilè es dissol bé en acetona, equivalent a emmagatzemar-lo sota 25 atmosferes de pressió, va reduir el risc en la manipulació del gas.

## Liqüefacció d'aire
El 1902 Claude va inventar el que avui es coneix com el sistema de Claude per liquar aire. El sistema va permetre la producció de quantitats industrials de nitrogen líquid, oxigen i argó. El sistema de Claude va competir amb èxit amb el sistema de Carl von Linde (1895). Claude i l'empresari Paul Delorme van fundar l'empresa «L'Air Liquide, SA» (coneguda avui dia com Air Liquide), que és actualment una gran corporació multinacional amb seu a París, França.

## Il·luminació de neó
Inspirat pels tubs Geissler i per la invenció de Daniel McFarlan Moore d'una llum a base de nitrogen (el "tub Moore"), Claude va desenvolupar la il·luminació de tubs de neó per explotar el neó que es va produir com a subproducte del seu negoci de liqüefacció d'aire. Tots aquests eren tubs de "descàrrega brillant" que generen llum quan passa un corrent elèctric a través del gas rarificat dins del tub. La primera demostració pública de Claude d'una gran llum de neó va ser al Saló de l'Automòbil de París (Salon de l'Automobile et du Cycle), del 3 al 18 de desembre de 1910. La primera patent de Claude per a les seves tecnologies a França va ser el 7 de març de 1910. El mateix Claude va escriure el 1913 que, a més d'una font de gas de neó, hi havia dos invents principals que van fer possible la il·luminació de neó. Primer van ser els seus mètodes per purificar el neó (o altres gasos inerts com l'argó). Claude va desenvolupar tècniques per purificar els gasos inerts dins d'un tub de vidre completament segellat, que distingia la il·luminació del tub de neó dels tubs de Moore; aquest últim disposava d'un dispositiu per reposar els gasos de nitrogen o diòxid de carboni dins del tub. El segon invent va ser finalment crucial per al desenvolupament del negoci de la il·luminació Claude; va ser un disseny per minimitzar la degradació (per "sputtering") dels elèctrodes que transfereixen el corrent elèctric des de la font d'alimentació externa als gasos brillants dins del signe.
Els termes "llum de neó" i "senyal de neó" s'apliquen sovint a la il·luminació elèctrica que incorporen tubs de vidre segellats plens d'argó, vapor de mercuri o altres gasos, a més del neó. El 1915 es va emetre una patent dels Estats Units a Claude que cobria el disseny dels elèctrodes per a les llums de neó; aquesta patent es va convertir en la base més sòlida per al monopoli de la seva empresa, Claude Neon Lights, fins a principis de la dècada de 1930.
Fa temps que Georges Claude i l'empresa francesa que va fundar van introduir rètols de neó als Estats Units venent-ne dos a Earle C. Anthony, propietari dels concessionaris d'automòbils Packard a San Francisco i Los Angeles (el 1923), però no hi ha proves concloents d'això. En canvi, les fotografies de 1923–25 revelen un rètol de neó a Los Angeles, però no fins al 1925. Una fotografia del concessionari d'Anthony a San Francisco pot mostrar un rètol de neó Packard el 1924 però no és concloent. No obstant això, l'any 1924 l'empresa de Claude (Claude Neon) havia obert filials o patents amb llicència a empreses afiliades als Estats Units (com Electrical Products, Company a la costa oest dels EUA) i, tot i que la senyalització de neó es va agafar lentament, a la dècada de 1930 era habitual. arreu dels EUA, convertint-se finalment, durant unes dècades, en la forma dominant de senyalització il·luminada del país.

## Conversió d'energia tèrmica oceànica
El mentor i amic de Claude va ser Jacques-Arsène d'Arsonval, l'inventor del concepte "Conversió d'energia tèrmica oceànica". Claude també va ser la primera persona que va construir plantes prototip d'aquesta tecnologia. Claude va construir la seva planta a Cuba el 1930. El sistema produïa 22 quilowatts d'electricitat amb una turbina de baixa pressió.
El 1935, Claude va construir una altra planta, aquesta vegada a bord d'un vaixell de càrrega de 10.000 tones amarrat a la costa del Brasil. El temps i les onades van destruir ambdues plantes abans que poguessin convertir-se en generadors d'energia neta. (La potència neta és la quantitat d'energia generada després de restar la potència necessària per fer funcionar el sistema.)

## Col·laboració en temps de guerra i presó de postguerra
Fins i tot quan era un enginyer jove, Claude no simpatitzava amb el govern democràtic. El 1933 es va unir a l'Action Française, que va afavorir la restauració d'una monarquia a França. Era molt amic del líder monàrquic Charles Maurras. Després de la derrota de França el 1940 per part d'Alemanya a l'inici de la Segona Guerra Mundial, la posterior ocupació alemanya del nord de França i l'establiment del règim de Vichy al sud, Claude va donar suport públicament a la col·laboració francesa amb Alemanya. Entre les seves altres activitats, va publicar diversos fulls de suport a la col·laboració. Va ser membre d'un Comitè Distingit del Groupe Collaboration, que s'havia fundat el setembre de 1940. Va ser nomenat pel règim de Vichy com a membre del Conseil National Consultatif l'any 1941.
Després de l'alliberament aliat de França el 1944, Claude va ser detingut el 2 de desembre de 1944 a causa de la seva col·laboració amb les potències de l'Eix. Va ser destituït de l'Acadèmia Francesa de Ciències. El 1945 va ser jutjat i condemnat per treballs de propaganda a favor de la col·laboració, però va ser absolt d'un altre càrrec que va ajudar a dissenyar la Bomba volant V-1. Va ser condemnat a cadena perpètua, i va ser empresonat. El 1950 va ser alliberat de la presó, amb reconeixement a la seva investigació sobre la conversió d'energia tèrmica oceànica.